# 西伯利亚蓼
西伯利亚蓼（学名：Polygonum sibiricum），为蓼科蓼属下的一个变种。

## 扩展阅读
維基物種上的相關：西伯利亚蓼